# هایو واندشنایدر
هایو واندشنایدر (انگلیسی: Hajo Wandschneider; ۲۱ دسامبر ۱۹۲۵ – ۲۵ مارس ۲۰۱۷)) یک وکیل مدافع آلمانی بود.

## زندگی‌نامه
واندشنایدر پسر وکیل مدافع اریک واندشنایدر بود، او وکالت سوزان آلبرخت تروریست معروف را برعهده داشت. واندشنایدر همچنین وکالت اریک بندر آهنگساز و رهبر ارکستر و روپرخت برنبک متخصص ارتوپد را در دادگاه دنبال کرد.

## زندگی حرفه‌ای
واندشنایدر عضو سازمان عفو بین‌الملل آلمان بود و از اعضای مؤسس بخش هامبورگ عفو بین‌الملل بود.